# Leonida di Alessandria
Leonida di Alessandria (Alessandria d'Egitto, I secolo – prima del 79 d.C.) è stato un poeta greco antico.

## Biografia
Leonida di Alessandria, nacque, come ci informa, sulle rive del Nilo, donde si recò a Roma, e lì insegnò grammatica per lungo tempo senza attirare alcuna attenzione, ma alla fine divenne molto popolare, ottenendo il patronato della famiglia imperiale. Afferma anche di essere stato originariamente un astrologo.
Gli epigrammi di Leonida mostrano che fiorì sotto Nerone e probabilmente fino al regno di Vespasiano; ad esempio, uno è dedicato ad Agrippinaː
chi cristalli, chi argenti, chi topazi. 

Per Agrippina mi basta mandare due distici, pariː

su questo dono non potrà l'invidia.»
(Trad. F. M. Pontani)
Un altro epigramma di auguri è dedicato a Nerone, durante il cui regno Leonida dedicò un epigramma ecfrastico sull'Eros di Tespie portato a Roma da questo imperatore.

## Epigrammi
Nell'Antologia Palatina gli vengono attribuiti quarantatré epigrammi (ma alcuni di questi appartengono a Leonida di Taranto), molti dei quali si distinguono perché hanno un numero uguale di lettere in ciascun distico; questi sono chiamati ἰσόψηφα ἐπιγράμματα (epigrammi isopsefici), sicché la somma dei numeri corrispondenti alle lettere sono uguali tra distico e distico o tra verso e verso.